# Стара Дренчина
Стара Дренчина је насељено место у саставу града Сиска, Хрватска.

## Становништво
| Националност       | 1991.        |
| Хрвати             | 211 (97,23%) |
| Срби               | 0            |
| Југословени        | 0            |
| остали и непознато | 6 (2,76%)    |
| Укупно             | 217          |